# Ba (Arabische letter)

Ba in geïsoleerde vorm

Bāʾ, باء, is de tweede letter van het Arabisch alfabet. Hij stamt af van de letter beth uit het Fenicische alfabet en is daardoor verwant met de Latijnse B, de Griekse beta en de Hebreeuwse beth. Aan de ba kent men de getalswaarde 2 toe.

## Uitspraak
De ba klinkt als de Nederlandse "B" in "bank".

## Gebruik als "pa"
Het Arabisch kent standaard geen p-klank, noch een bijbehorende letter als deel van het reguliere alfabet. Er is een optionele letter pa (ﭖ) met dezelfde vorm als de ba, maar met drie puntjes in plaats van een. Echter, het gebruik van de pa is niet wijdverbreid. Soms komt men hem tegen in lexicons en dergelijke, om de juiste uitspraak van woorden uit vreemde talen weer te geven.
Normaal gesproken gebruikt men ter vervanging van de pa in dergelijke gevallen de ba. Voorbeeld: Pepsi schrijft men als بيبسي : "bebsi".

## Ba in Unicode
| Unicode Codepoint | U+0628            |
| Unicode-Name      | ARABIC LETTER BEH |
| HTML              | &#1576;           |
| ISO 8859-6        | 0xc8              |

Basisalfabet: ا (alif) · 
ب (ba) · 
ت (ta) · 
ث (tha) · 
ج (jim) ·
ح (ḥa) ·
خ (kha) ·
د (dal) ·
ذ (dhal) ·
ر (ra) ·
ز (zai) ·
س (sin) ·
ش (sjin) ·
ص (ṣad) ·
ض (ḍad) ·
ط (ṭah) ·
ظ (ẓa) ·
ع (ain) ·
غ (gain) ·
ف (fa) ·
ق (qaf) ·
ك (kaf) ·
ل (lam) ·
م (mim) ·
ن (nun) ·
ه (ha) ·
و (waw) ·
ي (ya)
Aanvullende tekens: ء (hamza) ·
آ (alif madda) ·
ة (tāʾ marbūṭa) ·
ى (alif maqṣūra) ·
لا (lām-alif)
Klinkertekens: fatḥa ·
kasra ·
ḍamma ·
shadda ·
sukūn ·
waṣla